# Svarttjärnen (Indals socken, Medelpad, 694222-155441)
Svarttjärnen är en sjö i Sundsvalls kommun i Medelpad och ingår i Selångersåns huvudavrinningsområde.